# Elymnias astrifera
Elymnias astrifera är en fjärilsart som beskrevs av Butler 1874. Elymnias astrifera ingår i släktet Elymnias och familjen praktfjärilar. Inga underarter finns listade i Catalogue of Life.